# السلطانة مهرماه
السلطانة مهرماه - تترجم إلى العربية باسم محرمة أو باسم مريم (1522م - 25 يناير 1578م) سلطانة عثمانية، ابنة السلطان العثماني سليمان القانوني من زوجته خُرَّم سلطان. كانت أقوى سلطانة إمبراطورية في التاريخ العثماني وفقًا للمؤرخ مصطفى السيلانيكي [الإنجليزية] الذي وصفها بأنها أعظم سلطانة وأكثرهن احترامًا وشخصية بارزة في ما يسمى بسلطنة الحريم. عُرفت في أوروبا باسم سلطانة كاميريا بينما عُرفت في القسطنطينية باسم بويوك سلطان (السلطانة العظيمة).
لم تكن مهرماه سلطانة فقط بل كانت السلطانة الأم في عهد شقيقها الأصغر السلطان سليم الثاني. كان لها العديد من النشاطات والأعمال الخيرية نتيجة ثروتها العظيمة التي جعلتها أغنى سيدات الدولة العثمانية خصوصاً بعد وفاة زوجها وميراثها منه، فأسست مهرماه مجمعات إسطنبول والمسجد في المنطقة التي تحمل اسمها. كانت الأميرة مهرماه المحببة لوالدها لأنها الفتاة الوحيدة بين الأولاد وتتمتع بجمال ملفت وتلقب بالفتاة «ذات الشعر الذهبي» لأن شعرها كان قريبا للون الذهبي.
بعد وفاة زوجها رستم باشا 1561؛ تزوجت ابنتها عائشة هوماشاه من الوزير سميز علي باشا الذي صار صدراً أعظماً. عاشت خلال فترة توليها منصب السلطانة الأم صراعاً مع زوجة أخيها السلطانة نوربانو للسيطرة على الحرملك وعلى توجيه السلطان سليم.

## حياتها
ولد مهرماه في القسطنطينية (اسطنبول) عام 1522  في عهد والدها سليمان القانوني. والدتها هي حُرم سلطان وهي ابنة كاهن أرثوذكسي، وكانت جارية للسلطان سليمان، لكنها أصبحت حرة عام 1533 أو 1534 فتزوجها السلطان سليمان فغدت زوجته الشرعية. كان لمهرمة خمسة أشقاء: شاهزاده محمد، شاهزاده عبد الله (الذي توفي في سن الثالثة)، شاهزاده سليم (سليم الثاني فيما بعد)، شاهزاده بايزيد ، وشاهزاده جهانكير. كانت مهرماه متعلمة ومنضبطة وراقية تتصف بالبلاغة وتجيد القراءة.

## إخوانها وأخواتها

### من جهة الأب فقط
هي أخت شاهزاده مصطفى وراضية سلطان من أمهما ناهد دوران.

### من جهة الأب والأم
توفي أخوها الأكبر محمد في 1543 الذي كان المرشح لخلافة أبيه، إخوتها الأصغر منها سنا على التوالي حسب العمر: سليم الثاني وهو الذي تولّى الحكم بعد أبيه سليمان، وبايزيد الذي أُعدم من طرف أخيه سليم هو وأبناؤه الخمسة وآخر إخوتها وهو جيهانكير المولود بحدبة في ظهره والذي توفي مباشرة بعد إعدام أخيه متأثرا بذلك.

## زواجها
تزوجت في سن 17 عاما من رستم باشا والذي عينه السلطان صدرا اعظم بعد وفاة سليمان باشا الخادم وذلك عام 1544 وقيل أنها لم تكن سعيدة في هذا الزواج لذا قضت جل وقتها في مرافقة أبيها في تنقلاته في الدولة وكذلك في حروبه.
و أنجبت أبنائها:
- عائشة هوماشاه سلطان
- عثمان باي
- مراد باي
- محمد باي

## مسجدا السلطانة مهرماه
بَنَت السلطانة مهرماه مسجدين يحملان اسمها، أحدهما في الشق الأوروبي من إسطنبول غرب البوسفور، والآخر في الشق الآسيوي لإسطنبول، شرق البوسفور. بني لها هذان المسجدان المعماري العثماني الأشهر: سنان آغا (معمار سنان).
1. جامع مهرماه سلطان بأسكدار، الموجود في أسكدار، بالشق الآسيوي من إسطنبول، تركيا. بٌني بين 1547 و 1548م.
2. جامع مهرماه سلطان بإيدرنا كابي، الموجود في إديرنا كابي، داخل أسوار القسطنطينية بالشق الأوروبي من إسطنبول، تركيا. بٌني بين 1562 و 1565م.

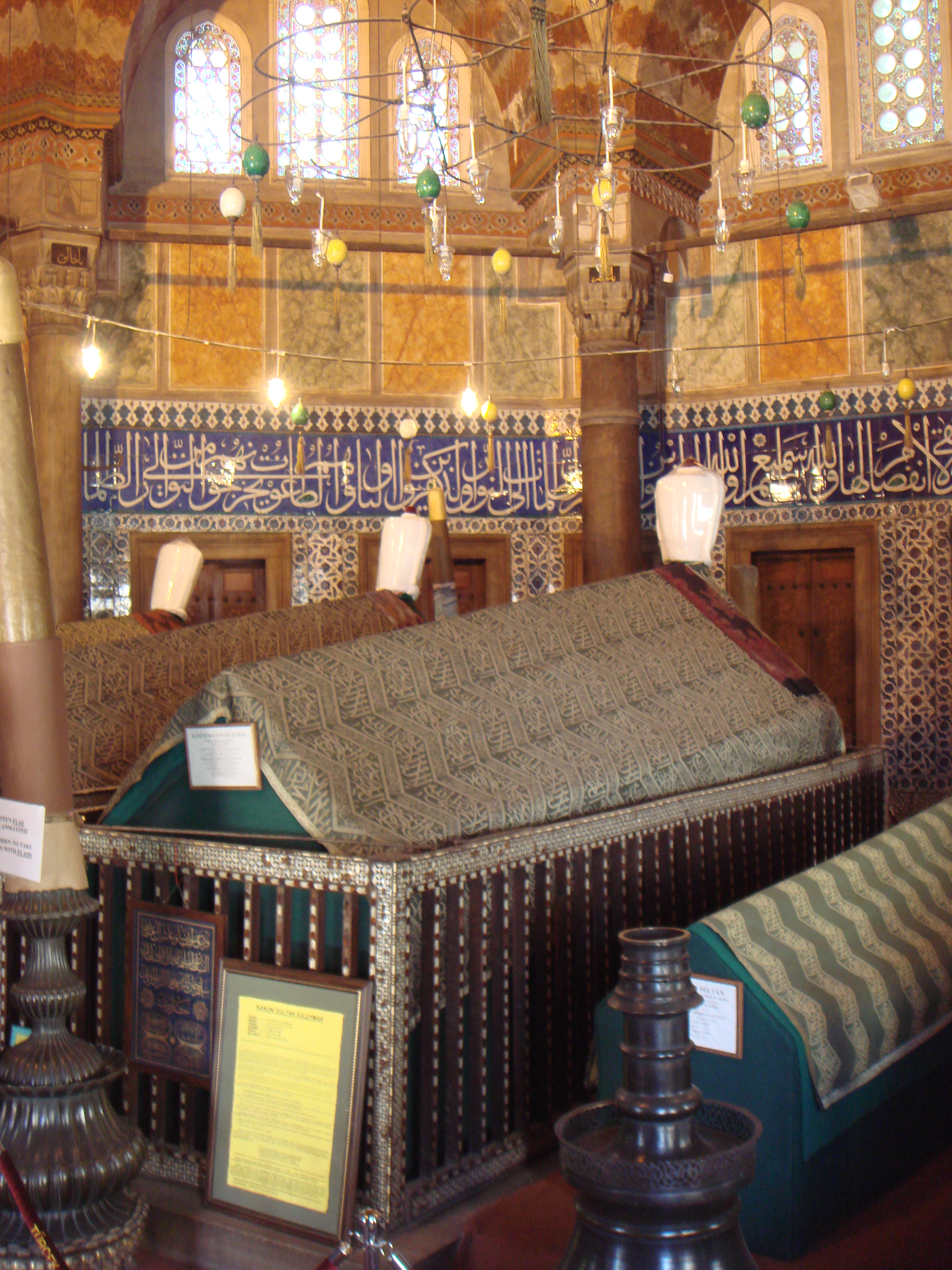
دُفنت مهرماه بجانب والدها السلطان سليمان القانوني في تربته الكائنة خارج مسجده، مسجد سليمان القانوني باسطنبول.

|  |  |

## وفاة مهرماه سلطان
وافتها المنيّة في 25 يناير 1578م ولكنها لم تُدفن في أي من مسجديها الإثنين، جامع مهرماه سلطان بأسكدار بالشق الآسيوي من إسطنبول، أو جامع مهرماه سلطان بإيدرنا كابي بالشق الأوروبي من إسطنبول، ولكنها دُفنت إلى جانب والدها السلطان سليمان القانوني بمسجده «جامع السليمانية» في إسطنبول داخل أسوار القسطنطينية، عن يمين قبر والدها.

## في السينما والتليفزيون
ظهرت شخصية السلطانة في مسلسل «القرن العظيم» المعروف عربياً بحريم السلطان باسم السلطانة مريم، وكان دورها قد تجسد في دعم اخوانها الأمراء وقد جسدتها الممثلة التركية بيلين كاراهان.

## وصلات خارجية
- فيشر، آلان. "سليمان وأبنائه.
- سليمان القانوني 1495-1560
- الحريم العثماني